# Prélude à la gloire
Pour plus de détails, voir Fiche technique et Distribution.
Prélude à la gloire est un film musical français réalisé par Georges Lacombe et sorti en 1950, qui a rendu célèbre le chef d'orchestre Roberto Benzi alors enfant, interprétation romancée de la vie du jeune Roberto Benzi. En 1953, Georges Lacombe réalise L'Appel du destin un film qui met en scène la suite de cette histoire.

## Synopsis
Roberto, un jeune garçon de 10 ans, est attiré par la musique. Un vieil organiste découvre ses dons et commence son éducation musicale qui le conduira jusqu'à la tête d'un orchestre.

## Fiche technique
- Réalisation : Georges Lacombe, assisté de Denys de La Patellière et de Claude Boissol
- Scénario : Jean Bernard-Luc
- Photographie : Claude Renoir
- Musique : Louis Beydts, Bach, Liszt, Mozart, Rossini
- Montage : Henri Taverna
- Société de production : Miramar
- Format : Noir et blanc  - 1,37:1 - 35 mm - Son mono
- Genre :  Drame
- Durée : 95 minutes
- Date de sortie : 
  - France : 16 juin 1950
- Affiche : Guy-Gérard Noël (France)

## Distribution
- Roberto Benzi : Roberto
- Paul Bernard	: Mr Dumonteix
- Louise Conte	: Mme Dumonteix
- Robert Pizani	: Fleuriot
- Jean Debucourt : Maréchal
- Edmond Ardisson	: Le speaker
- Madeleine Barbulée
- Jackie Blanchot
- Charles Blavette	: Le caissier
- René Brun
- Paul Demange	: Le brocanteur
- Janine Guyon
- Raymond Hermantier
- Felga Lauri
- André Le Gall
- Charles Lemontier
- Jane Maguenat
- Nicole Marée : Josette
- Albert Michel : Le coiffeur
- Jacques Sommet